# Organizacja Narodów Zjednoczonych do spraw Rozwoju Przemysłowego
Organizacja Narodów Zjednoczonych ds. Rozwoju Przemysłowego (ang. United Nations Industrial Development Organization UNIDO) powstała w 1966 roku jako organ Zgromadzenia Ogólnego ONZ. Jako organizacja wyspecjalizowana działa od 1986 r. Główną siedzibą organizacji jest Wiedeń.
Cele organizacji:
- popieranie rozwoju przemysłu krajów rozwijających się w formie organizowania współpracy regionalnej i krajowej,
- pomoc przy modernizacji przemysłu,
- wypracowanie nowych koncepcji rozwoju ekonomicznego.

## Organy UNIDO
Konferencja generalna najwyższy organ władzy jej sesje odbywają się co 2 lata.
Rada Rozwoju Przemysłowego zajmuje się bieżącymi sprawami, obraduje raz do roku, członkami Rady są 53 państwa.
Komitet Programu i Budżetu rozstrzyga kwestie finansowe i decyduje o kształcie programów organizacji, ma 27 członków.
Biuro ds. Promocji Inwestycji i Technologii (ITPOs) – od 1983 do 2006 roku jedno z takich biur znajdowało się w Warszawie.
Krajowe Centra na Rzecz Czystszej Produkcji (NCPEs).
Do UNIDO należy również Polska.